# Mažeikiai
Mažeikiai er en by i det nordlige Litauen med et indbyggertal på 38.840(2011). Byen er hovedsæde i Mažeikiai distriktskommune, der ligger i Telšiai apskritis, tæt på grænsen til nabolandet Letland.

## Historie
Mazeikiai blev første gang nævnt i skriftlige kilder i 1335 af en krønikeskriver fra den Liviske Orden, der skrev om et angreb, hvor ordenen hærgede fyrstendømmet Mažeika. Byen begyndte at vokse hurtigt i 1869, da en jernbanelinje, der forbinder Vilnius og Liepaja, blev bygget. I 1893 havde byen 13 butikker og 5 øludskænkningssteder. I 1894 blev en ortodoks kirke bygget, i 1902 en katolsk kirke og i 1906 en evangelisk-luthersk kirke. Fra 1899 til 1918 blev byen kaldt "Muravyov".

## Økonomi
I 1980 blev olieraffinaderiet "Mažeikių nafta" åbnet. I dag er det et af de største industrielle anlæg i Litauen. Privatiseringen til Williams, en amerikansk energiselskab, medførte mange skandaler og rystede den litauiske regering. Da Williams International fik økonomiske problemer solgtes Mazeikiu Nafta til Yukos. Efter Yukos' konkurs, undertegnede den litauiske regering og polske selskab PKN Orlen en købsaftale for Mazeikiu Nafta i 2006, hvorefter Yukos International UK BV indgik en salgsaftale med PKN Orlen om salget af Mazeikiu Nafta til det polske selskab. Købet blev afsluttet den 15. december 2006. PKN Orlen betalte 1.492 millioner USD til Yukos International og 852 millioner USD til den litauiske regering. I oktober 2006 eksploderede dele af raffinaderiet, selskabet er siden blevet anklaget for ikke at gennemføre nødvendig vedligeholdelse.

## Sport
- FK Atmosfera (2012);
- Mažeikių centrinis stadionas;
- Mažeikių DDA stadionas.

## Bydele i Mažeikiai
I Mažeikiai er der 9 seniūnijos (dansk: ~ bydele).
| - Laižuva - Mažeikiai by - Mažeikiai opland | - Reivyčiai (Har sæde i Mažeikiai) - Seda - Šerkšnėnai | - Tirkšliai - Viekšniai - Židikai |

## Venskabsbyer
Mažeikiai har 6 venskabsbyer:
| - Maribo, Danmark - Paide, Estland | - Navapolatsk, Hviderusland - Saldus, Letland | - Płock, Polen - Havirov, Tjekkiet |